# 狙撃銃一覧
狙撃銃一覧（そげきじゅういちらん）は、軍隊、法執行機関及び射撃競技用の狙撃銃の一覧である。

## 対人狙撃銃

### アメリカ
- M1903A4
- ウィンチェスターM70
- レミントンM700
  - M40
  - M24 SWS
  - M24E1 ESR
  - Mk 13
- バレットM98B
- レミントンMSR(Mk21 PSR)
- Barrett MRAD(Mk22 ASR)
- M21
- M14 DMR
- M39 EMR
- Mk14 EBR
- SR-25
- M110 SASS
- M110A1 CSASS
- M110A1 SDMR
- M110A2
- AWC G2
- キンバー モデル82
- デザートタクティカルアームズ SRS

### イギリス
- L42A1
- L96A1
- AWM
- AXMC
- L129A1
- RPA レンジマスター
- パーカーヘイルM85

### フランス
- FR-F1
  - FR-F2
- PGM Ultima Ratio
- PGM 338
- FN SCAR-H PR

### ベルギー
- FN SPR
- FN FNAR

### スイス
- STR 200
- SSG-2000
- SSG-3000
- SIG SG550 Sniper

### ドイツ
- モーゼルM98
  - モーゼルM66
- SR93
- ザウエル＆ゾーン S 202
  - ザウエル＆ゾーン S 303
- ザウエル＆ゾーン S205ファントム
- エルマSR100
- ゴル・ミリタリー
- H&K G3SG/1
  - H&K PSG-1
  - H&K MSG-90
- H&K SL-8
  - H&K SL-9
- H&K G28
- DSR-1
- ワルサーWA2000
- SIG BLASER R93
- ヘーネル RS9（G29）

### オーストリア
- ステアーSSG
- ステアー・スカウト

### イタリア
- ベレッタ ARX200

### スウェーデン
- Ak 4OR
- Ak 4D

### チェコスロバキア/チェコ
- VZ 58/97
- CZモデル750
- CZ BREN 2 PPS

### ユーゴスラビア/セルビア
- ツァスタバ M76
- ツァスタバ M91
- ツァスタバ M07

### ルーマニア
- PSL狙撃銃
- ロムテクニカ スナイパーライフル

### フィンランド
- Tkiv 85（英語版） - モシン・ナガンの近代化改修型。
- SAKO TRG
- SAKO TRG M10
- SAKO M23

### ソ連/ロシア
- モシン・ナガンM1891/30
- ドラグノフ狙撃銃（SVD）
- SVDM
- SV-98
- VSS

### 中華人民共和国
- 79式狙撃歩槍
- 85式狙撃歩槍
- NDM-86
- 88式狙撃歩槍
- CS/LR4 7.62mm狙撃歩槍

### 中華民国
- 93式狙撃歩槍

### 日本
- 九七式狙撃銃
- 九九式狙撃銃
- 64式7.62mm狙撃銃
- 豊和ゴールデンベア
- 豊和M1500ヘビーバレル（日本警察の銃器対策部隊やSATが使用。警察での名称は「特殊銃Ⅰ型」である）

### カナダ
- Colt Canada C20 DMR

### ニュージーランド
- L129A1

### エストニア
- MARS-H

### イスラエル
- IMI ガリル#バリエーション・派生型I] ガリル スナイパー
- IWI DAN .338

### イラク
- タブク狙撃銃

## 対物狙撃銃

### アメリカ
- バレットM82
  - バレットXM109
- アーマライトAR-50
- マクミラン M87R
- マクミラン TAC-50
- マクミラン ローバー50BGM
- ナイツ SR-50
- ハリスM93
- アイバー・ジョンソン AMAC M5100

### イギリス
- アキュラシーインターナショナル AW50
- アキュラシーインターナショナル AS50

### フランス
- PGM ヘカートII

### スイス
- SAN511

### ドイツ
- SIG 50

### オーストリア
- ステアー IWS 2000
- ステアー.50HS

### ポーランド
- ZMT 12.7mmラージ・ボア・スナイパーライフル

### セルビア
- ツァスタバ M93 ブラック・アロー

### クロアチア
- RHアラン MACS M2-A
- RHアラン RT20

### ハンガリー
- ゲパード

### ソ連
- シモノフPTRS1941
- デグチャレフPTRD1941

### ロシア
- OSV-96
- KSVK

### 南アフリカ
- ダネル NTW-20
- ツルベロ SR50
- ツルベロ SR14.5mm

## 競技用銃

### スイス
- ヘンメリーS205
- ヘンメリーAR50